# Lorius albidinucha
Lorius albidinucha là một loài chim trong họ Psittacidae.
Loài này dài 26 cm (10 in). Màu đỏ chiếm phần lớn cơ thể với phần đỉnh đầu màu đen và phía sau cổ là màu trắng. Cánh có màu xanh lá cây, và có một đường kẻ ngang màu vàng hẹp ở mỗi bên thân dưới cổ. Chân chim có màu xám đậm. Mỏ chim màu cam đỏ, vòng mắt màu xám đậm, và đồng tử màu cam vàng.